# Moses Dyer
Moses John Dyer, né le 21 mars 1997 à Auckland, est un footballeur international néo-zélandais jouant au poste d'attaquant à Galway United.

## Biographie
Le 22 décembre 2022, il s'engage en faveur du FC Tulsa qui évolue en USL Championship.